# دست‌های آرام (ترانه نایل هوران)
«دست‌های آرام» (به انگلیسی: Slow Hands) تک‌آهنگی از هنرمند اهل جمهوری ایرلند نایل هوران است.
این تک‌آهنگ در چارت‌های، در رتبه اول و در چارت‌های کانادا، اسکاتلند، استرالیا، نیوزلند، بریتانیا جزو ده ترانه اول قرار گرفت.